# باکتاکک
باکتاکک (به مجاری: Baktakék) یک شهرداری در مجارستان است که در ناحیه انچ واقع شده‌است. باکتاکک ۱۸٫۷۹ کیلومتر مربع مساحت و ۷۴۴ نفر جمعیت دارد.